# Marie Misset
Marie Misset, née en 1987, est une journaliste, podcasteuse, rédactrice web et animatrice de radio française.

## Biographie
Marie Misset grandit en banlieue parisienne, notamment dans la ville de Meudon. Elle poursuit des études littéraires en France (hypokhâgne et khâgne au lycée Fénelon à Paris) puis part en Allemagne comme étudiante Erasmus (elle est diplômée de l'université libre de Berlin, Freie Universität Berlin Arts, Entertainment, and Media Management). Elle passe ensuite le concours de l'École des hautes études en sciences de l’information et de la communication (Celsa Sorbonne Université) et obtient un master en journalisme.
Elle entre comme stagiaire à Radio Nova, et devient assistante d'antenne de 2009 à 2012, tout en tenant une chronique de 2010 à 2012 à Snatch Magazine. De 2012 à 2020, elle travaille comme journaliste et animatrice à Radio Nova avant d'en être nommée rédactrice en chef de 2020 à 2023 aux côtés de Mélanie Mallet, directrice déléguée et Antoine Daccord, directeur des contenus et du développement du groupe. De 2018 à 2023, elle est journaliste à Nouvelles Écoutes, et animatrice du podcast « Vieille Branche », un programme où elle réalise des entretiens avec des personnes de plus de 75 ans. Elle est aussi nommée directrice de la rédaction de Konbini de 2021 à 2023. À Radio Nova, elle anime plusieurs émissions, notamment « 2H15 avant la fin du monde » (2013-2016), ainsi que la revue de presse quotidienne dans « Plus près de toi », la matinale d’Édouard Baer, puis Tech Paf et Marie Transport, une série d’interviews. Elle y crée en outre le premier podcast natif de la station, « Music On the Road »,.
De septembre 2023 à 2024, elle est coproductrice et co-animatrice de l'émission diffusée par France Inter « Jusqu'ici tout va bien » aux côtés de Marine Baousson,. « Faute d'audience », l'émission est arrêtée en juin 2024.

## Publications
- Marie Misset, Marine Raut et Aude Lorriaux, La thérapie de la vieille branche, Paris, Marabout, 2021, 272 p. (ISBN 9782501158251), adaptation du podcast Vieille Branche
- Marie Misset, Giulio Callegari et Lorenzo Callegari, Tourista : le monde vu par les Français, Paris, J'ai lu, 2014 (ISBN 9782501158251), adaptation de la chronique quotidienne « Tournez planète » créée avec Giulio Callegari pour Radio Nova.